# Bahnstrecke Grünberg–Lollar
| |                         |                                           |                                           |
| Streckennummer (DB): | 3705                    |                                           |                                           |
| Kursbuchstrecke (DB): | 528 (1981)              |                                           |                                           |
| Kursbuchstrecke: | 169h (1934) 193k (1946) |                                           |                                           |
| Streckenlänge: | 26,741 km               |                                           |                                           |
| Spurweite: | 1435 mm (Normalspur)    |                                           |                                           |
| Streckenklasse: | C3                      |                                           |                                           |
| Maximale Neigung: | 15,5 ‰                  |                                           |                                           |
| Minimaler Radius: | 294 m                   |                                           |                                           |
| Streckengeschwindigkeit: | 30 km/h                 |                                           |                                           |
| |                         |                                           |                                           |
| \| \| \| von Gießen \| \| \| \| \| von Lich und Butzbach \| \| \| \| 0,000 \| Grünberg (Oberhess) \| 271 m \| \| \| \| nach Fulda \| \| \| \| 3,200 \| Beltershain \| 273 m \| \| \| 4,800 \| Anst Buderus / Erzgrube Atzenhain 1908-35 \| Anst Buderus / Erzgrube Atzenhain 1908-35 \| \| \| 4,900 \| Lumda \| 270 m \| \| \| \| Bundesautobahn 5 \| \| \| \| 8,000 \| Geilshausen \| 259 m \| \| \| 9,900 \| Odenhausen (Lumda) \| 250 m \| \| \| 11,300 \| Kesselbach \| 243 m \| \| \| 11,200 \| Anst Hertel Basaltwerk Kesselbach \| Anst Hertel Basaltwerk Kesselbach \| \| \| 12,000 \| Lumda \| Lumda \| \| \| 12,400 \| Gleisende seit 1965 \| Gleisende seit 1965 \| \| \| 12,690 \| Londorf \| 234 m ü. NN \| \| \| 14,400 \| L 3146 \| L 3146 \| \| \| 14,500 \| Lumda \| Lumda \| \| \| 15,600 \| Klingelbach \| Klingelbach \| \| \| 16,140 \| Allendorf (Lumda) \| 201 m \| \| \| 18,800 \| Staufenberg-Treis \| 191 m \| \| \| 19,500 \| Staufenberg-Treis Weiherstraße (geplant) \| Staufenberg-Treis Weiherstraße (geplant) \| \| \| 21,800 \| \| \| \| \| 22,500 \| Mainzlar Didier-Werke (Anst) \| Mainzlar Didier-Werke (Anst) \| \| \| 23,090 \| Staufenberg-Mainzlar \| 176 m ü. NN \| \| \| 23,400 \| Lumda \| Lumda \| \| \| 23,800 \| Staufenberg-Daubringen \| 174 m ü. NN \| \| \| 24,700 \| Bundesstraße 3 \| Bundesstraße 3 \| \| \| 25,300 \| Anst Kloppmaschin / Basaltwerk Lollar \| Anst Kloppmaschin / Basaltwerk Lollar \| \| \| 25,600 \| Lollar Nord (geplant) \| Lollar Nord (geplant) \| \| \| 26,200 \| Infrastrukturgrenze DB Netz AG / HLB \| Infrastrukturgrenze DB Netz AG / HLB \| \| \| 26,218 \| von Kassel Hbf \| von Kassel Hbf \| \| \| 26,741 \| Lollar \| 168 m \| \| \| \| nach Frankfurt (Main) Hbf \| \| \| \| \| \| \| \| Quellen: [1][2][3] \| \| \| \| |                         |                                           |                                           |
| Strecke |                         | von Gießen                                | von Gießen                                |
| Abzweig geradeaus und ehemals von rechts |                         | von Lich und Butzbach                     | von Lich und Butzbach                     |
| Bahnhof | 0,000                   | Grünberg (Oberhess)                       | 271 m                                     |
| Abzweig ehemals geradeaus und nach rechts |                         | nach Fulda                                | nach Fulda                                |
| Haltepunkt / Haltestelle (Strecke außer Betrieb) | 3,200                   | Beltershain                               | 273 m                                     |
| Abzweig geradeaus und von rechts (Strecke außer Betrieb) | 4,800                   | Anst Buderus / Erzgrube Atzenhain 1908-35 | Anst Buderus / Erzgrube Atzenhain 1908-35 |
| Bahnhof (Strecke außer Betrieb) | 4,900                   | Lumda                                     | 270 m                                     |
| Strecke mit Straßenbrücke (Strecke außer Betrieb) |                         | Bundesautobahn 5                          | Bundesautobahn 5                          |
| Haltepunkt / Haltestelle (Strecke außer Betrieb) | 8,000                   | Geilshausen                               | 259 m                                     |
| Bahnhof (Strecke außer Betrieb) | 9,900                   | Odenhausen (Lumda)                        | 250 m                                     |
| Bahnhof (Strecke außer Betrieb) | 11,300                  | Kesselbach                                | 243 m                                     |
| Abzweig geradeaus und von links (Strecke außer Betrieb) | 11,200                  | Anst Hertel Basaltwerk Kesselbach         | Anst Hertel Basaltwerk Kesselbach         |
| Brücke über Wasserlauf (Strecke außer Betrieb) | 12,000                  | Lumda                                     | Lumda                                     |
| Kilometer-Wechsel (Strecke außer Betrieb) | 12,400                  | Gleisende seit 1965                       | Gleisende seit 1965                       |
| Bahnhof (Strecke außer Betrieb) | 12,690                  | Londorf                                   | 234 m ü. NN                               |
| Brücke (Strecke außer Betrieb) | 14,400                  | L 3146                                    | L 3146                                    |
| Brücke über Wasserlauf (Strecke außer Betrieb) | 14,500                  | Lumda                                     | Lumda                                     |
| Brücke über Wasserlauf (Strecke außer Betrieb) | 15,600                  | Klingelbach                               | Klingelbach                               |
| Bahnhof (Strecke außer Betrieb) | 16,140                  | Allendorf (Lumda)                         | 201 m                                     |
| Haltepunkt / Haltestelle (Strecke außer Betrieb) | 18,800                  | Staufenberg-Treis                         | 191 m                                     |
| Haltepunkt / Haltestelle (Strecke außer Betrieb) | 19,500                  | Staufenberg-Treis Weiherstraße (geplant)  | Staufenberg-Treis Weiherstraße (geplant)  |
| | 21,800                  |                                           |                                           |
| Abzweig geradeaus und von links | 22,500                  | Mainzlar Didier-Werke (Anst)              | Mainzlar Didier-Werke (Anst)              |
| ehemaliger Bahnhof | 23,090                  | Staufenberg-Mainzlar                      | 176 m ü. NN                               |
| Brücke über Wasserlauf | 23,400                  | Lumda                                     | Lumda                                     |
| ehemaliger Haltepunkt / Haltestelle | 23,800                  | Staufenberg-Daubringen                    | 174 m ü. NN                               |
| Strecke mit Straßenbrücke | 24,700                  | Bundesstraße 3                            | Bundesstraße 3                            |
| Abzweig geradeaus und ehemals von rechts | 25,300                  | Anst Kloppmaschin / Basaltwerk Lollar     | Anst Kloppmaschin / Basaltwerk Lollar     |
| ehemaliger Haltepunkt / Haltestelle | 25,600                  | Lollar Nord (geplant)                     | Lollar Nord (geplant)                     |
| Wechsel des Eisenbahninfrastrukturunternehmens | 26,200                  | Infrastrukturgrenze DB Netz AG / HLB      | Infrastrukturgrenze DB Netz AG / HLB      |
| Abzweig geradeaus und von rechts | 26,218                  | von Kassel Hbf                            | von Kassel Hbf                            |
| Bahnhof | 26,741                  | Lollar                                    | 168 m                                     |
| Strecke |                         | nach Frankfurt (Main) Hbf                 | nach Frankfurt (Main) Hbf                 |
| |                         |                                           |                                           |
| Quellen: |                         |                                           |                                           |

Die Bahnstrecke Grünberg–Lollar, heute auch Lumdatalbahn, ist eine Nebenbahn in Hessen. Die heute größtenteils stillgelegte Strecke zweigte in Grünberg aus der Bahnstrecke Gießen–Fulda ab und führte im Tal der Lumda über Londorf nach Lollar.
Die Strecke wurde 1896/1902 eröffnet und 1981/1991 stillgelegt. In Betrieb ist heute nur noch der kurze Abschnitt ab dem Anschluss Didier-Werke Mainzlar bis Lollar, der weiterhin im Güterverkehr befahren wird. Der gesamte noch vorhandene Abschnitt ab Londorf ist vonseiten der hessischen Landesregierung für eine Wiederinbetriebnahme im Reiseverkehr vorgesehen.

## Geschichte

Letzter Bauzug auf der Brücke über die heutige L3146 (1902)

Das Großherzogliche Kreisamt in Gießen beschäftigte sich seit 1881 mit dem Bau der Lumdatalbahn. Die „Buderusschen Eisenwerke“ in Lollar und die Familie des Freiherrn von Nordeck zur Rabenau stifteten jeweils 5.000 Mark. 1889 kamen die Landgemeindevertreter zusammen, um die Grundstücksfragen zu klären bzw. der Großherzoglich Hessischen Staatseisenbahnen zu übereignen. Etwa ab 1894 begannen die Bauarbeiten für den im Jahr 1896 eröffneten ersten Abschnitt bei Kosten um 622.000 Mark, der weitere untere Teil folgte wenige Jahre später bei Kosten von etwa 800.000 Mark.
Im Sommerfahrplan 1939 waren werktags acht Personenzugpaare verzeichnet, sonntags fünf, die jeweils von und nach Gießen durchgebunden waren. Ein weiteres verkehrte nur zwischen Londorf und Gießen. Die Reisezeit von Grünberg nach Lollar betrug zwischen 51 und 58 Minuten, was einer Reisegeschwindigkeit von ungefähr 30 km/h entsprach.

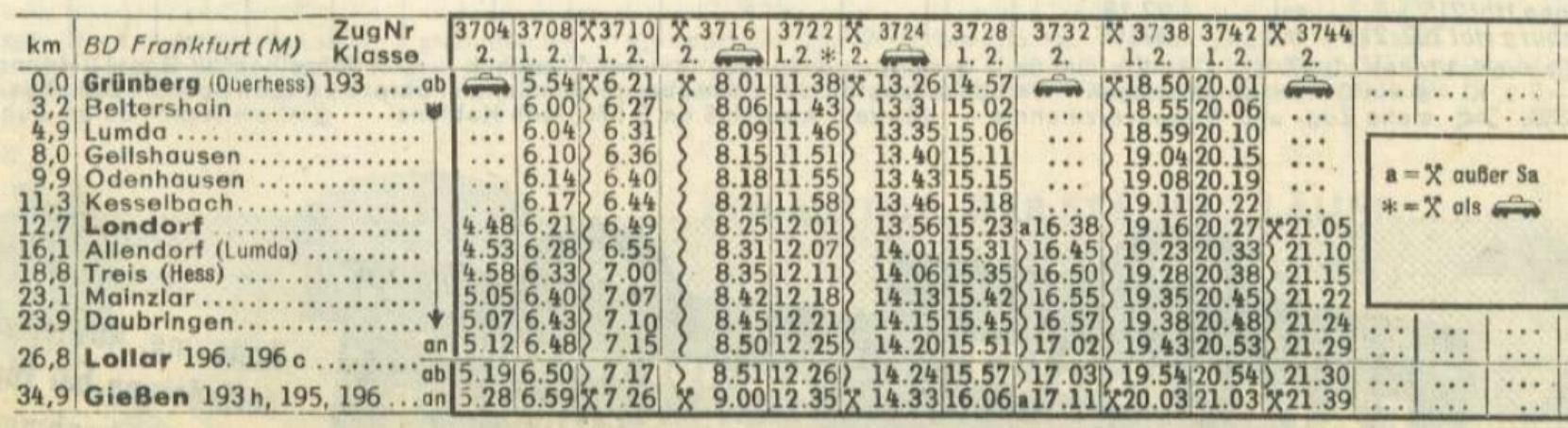
Sommerfahrplan 1959

Die Dienststelle Londorf war der betriebliche Mittelpunkt und bis 1963 eigenständig. Londorf verfügte über Behandlungsanlagen für Dampflokomotiven mit Wasserturm und einen zweiständigen Lokschuppen, die etwa 1962 abgetragen worden sind. Die Güterverkehrsanlagen mit Ladegleis und zwei weitere Abstellgleise sind bis heute vorhanden. In Allendorf/Lumda wurde in den 1980er Jahren das Nebengleis für Belange des Güterverkehrs letztmals modernisiert, Gleis 3 als Kreuzungsgleis für Personenverkehre war bereits in den 1970er Jahren zurückgebaut worden. In Staufenberg-Treis wurden 1974 die Nebengleise zurückgebaut und damit wurde die Station zum Haltepunkt degradiert. In Staufenberg-Mainzlar siedelte sich, nach beim Bahnbau gefundenen Bauxit-Vorkommen, im Jahre 1907 die „Feuerfestfabrik Scheidhauer & Gießing“ an, die seit 1932 als „Didier-Werke“ firmiert. Dieser Gleisanschluss wird ununterbrochen bedient. Bis 1972 erfolgte die Verschiebung der Wagen im Werk durch eine Seilzuganlage mit zwei Windentürmen. Im Zuge der Verbesserung der Betriebsabläufe wurde dann die schadanfällige Seilzuganlage demontiert. Als Ersatz wurde eine zweiachsige Kleindiesellok angeschafft, eigens dafür auch ein kleiner Lokschuppen errichtet. Das Streckengleis wurde während dieser Umbauarbeiten verschwenkt, so dass im Werk anschließend ein Gleis mehr zur Verfügung stand. Die Basaltsteinbrüche in Lollar und Kesselbach verluden Steine. In Lumda wurde Eisenerz per Bahn abtransportiert. Zum Transport zwischen den Steinbrüchen und den bahnseitigen Umladestationen in Lollar und Lumda dienten Seilbahnen unterschiedlichen Typs. Beim Bau der Reichsautobahn, die das Lumdatal auf einem Damm nahe der Station Lumda quert, ist in den 1930er Jahren eigens die Ortsgleisanlage im Bahnhof Lumda deutlich vergrößert worden. Die höchsten Verkehrsmengen dürften dann auch während des Baus der Reichsautobahn auf der Strecke zu beobachten gewesen sein.

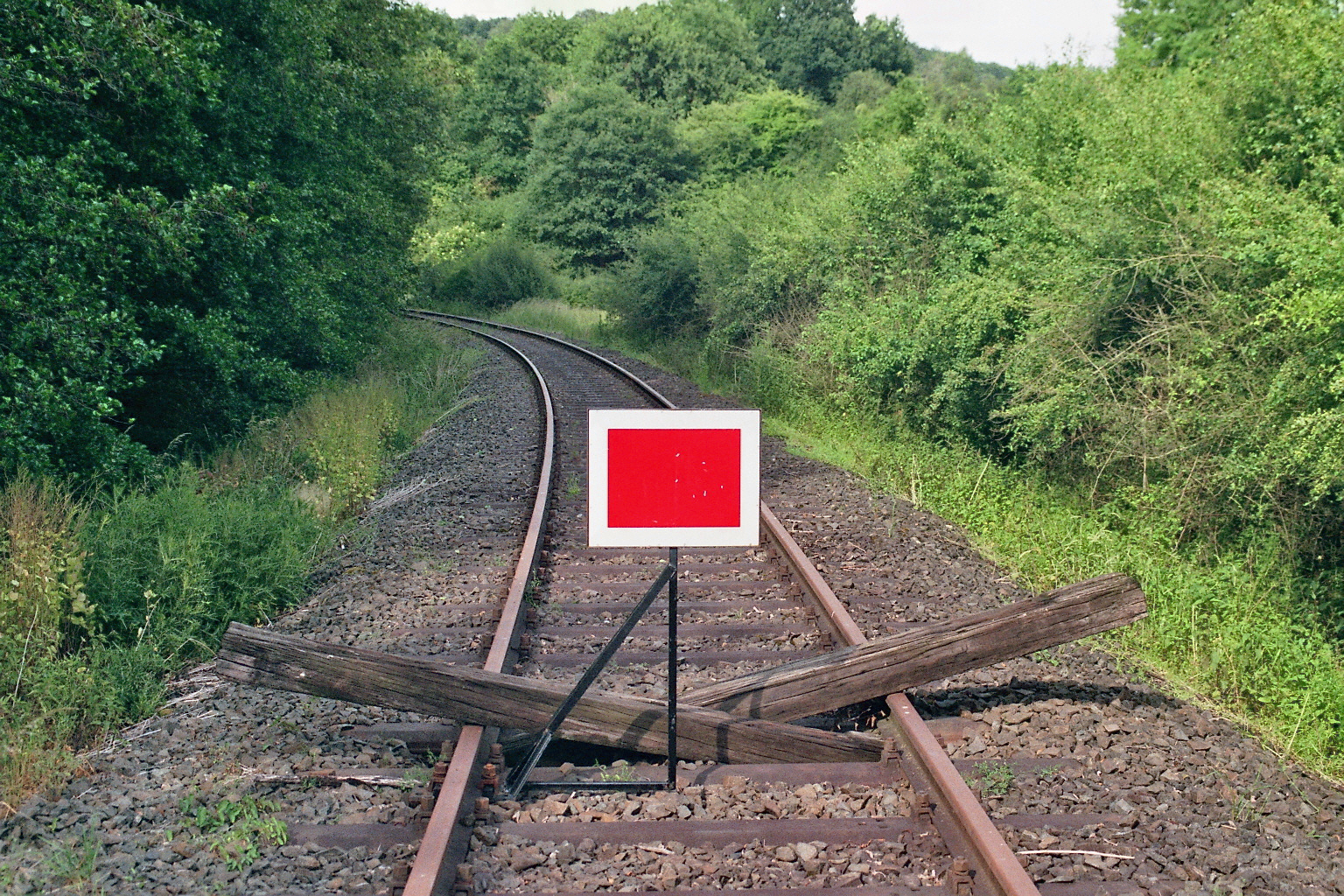
Sh-2-Tafel am Streckenkilometer 21,8

Die Strecke wurde im Zugleitbetrieb (ZLB) vom Fahrdienstleiter (Zugleiter) in Lollar bedient. Güterverkehrsleistungen benutzten in Lollar Gleis 13, Personensonderverkehr erfolgte auf Gleis 11. Es war immer nur ein Zug auf der Strecke. Zugführer und Triebfahrzeugführer waren zur Abgabe von Kommunikationsmeldungen mit Funk-Telefonen ausgerüstet. Die Verkehrsleistungen fanden in unregelmäßigen Abständen statt. Stationsbenutzungsgebühren für den Personenhaltepunkt Daubringen und den Personenbahnhof Mainzlar wurden nicht erhoben.
Auf dem erst 1902 eröffneten, eingleisigen Nebenbahnabschnitt wurde per 30. Mai 1981 durch die damalige Deutsche Bundesbahn der regelmäßige Personenverkehr eingestellt. Im Folgezeitraum wurde sie für Sonderverkehre aber gelegentlich noch genutzt (Ausflugsfahrten für Senioren). Die Telegraphenleitungen nebst stationären Kommunikationseinrichtungen wurden 1987 zurückgebaut. Einzig und bis heute befindet sich in Lollar vor dem Einfahrtsignal noch ein Fernsprecher.
Zum 1. April 1991 erfolgte nach damaligem Recht die förmliche Stilllegung im Abschnitt zwischen Rabenau-Londorf und Staufenberg-Mainzlar Anst. Didier-Werke, der bis September 1990 noch im Güterverkehr (überwiegend Holzladungen bzw. Landesprodukte) bedient wurde. Aber selbst nach der förmlichen Stilllegung 1991 fanden am 31. Oktober 1993 und am 21. Juli 1996 noch personenbesetzte Sonderverkehre mit behördlicher Genehmigung bis Allendorf/Lda. statt.
Der Abschnitt zwischen der Einleitungsweiche in Lollar und der Anschlussstelle Didier-Werke in Mainzlar war als öffentliche Eisenbahninfrastruktur von Mai 2002 bis Dezember 2016 unter Regie der Hessischen Landesbahn (HLB) als nichtbundeseigene Eisenbahn für Eisenbahnverkehrsunternehmen nach Fahrplanbestellung nutzbar.
Aus Anlass des 110-jährigen Jubiläums der Inbetriebnahme des westlichen Teils fand ab 1. Juni 2012 im Museum der Rabenau in Londorf eine mehrmonatige Dauerausstellung statt. Diese wurde durch zwei Filmabende im Bürgersaal am Bahnhof ergänzt, in denen sämtliche verfügbaren Filme (u. a. aus den Jahren 1936, 1966 und 1993) aufgeführt wurden.
Seit Juni 2023 gehört die Lumdatalbahn zum Netz der Hessischen Landesbahn HLB.
Der Eigentümerwechsel wird voraussichtlich auch die Reaktivierung für den Personenverkehr beschleunigen. Im August 2023 erhielt die HLB vom Land Hessen einen Zuschuss über 4,5 Millionen Euro zur Durchführung von Planungsleistungen. Konkret sollen mit diesem Betrag die Leistungsphasen 3 und 4 des Planungsprozesses beauftragt werden, an deren Ende üblicherweise ein baureif geplantes Bauprojekt steht. Im Rahmen dieser Planung werden die Kosten detailliert ermittelt und nochmals mit den aktuellen Regeln für standardisierte Nutzen-Kostenuntersuchungen abgeglichen.
Am Jahresende 2023 fällt ein erfolgter sauberer Rückschnitt der Vegetation auf. Er dient nicht nur dem Erhalt der Streckensubstanz, sondern ermöglicht auch die Begutachtung der Trasse sowie der Bauwerke im Rahmen des Planungsprozesses.

## Streckenbeschreibung

### Verlauf
Die heute 14 km lange Strecke zweigt im Bahnhof Lollar von der Main-Weser-Bahn ab und endet in Londorf. Die ursprüngliche Strecke zwischen Grünberg und Londorf wurde am 1. August 1896 eröffnet. Am 1. Juni 1902 wurde die Strecke von Londorf bis Lollar verlängert und schuf die Verknüpfung der Main-Weser-Bahn mit der Vogelsbergbahn. Der bis heute als öffentliche Eisenbahninfrastruktur nutzbare Abschnitt zwischen Lollar/Einleitungsweiche (km 26,218) und der „Didier-Werke“ (heute RHI Refraktories; Produzent feuerfester Steine) in Staufenberg-Mainzlar (km 21,800) wurde von Mai 2002 bis Dezember 2016 von der Hessischen Landesbahn als Eisenbahninfrastrukturunternehmen (EIU) betreut. Die bis zum Anschluss vorhandenen Personenverkehrsanlagen in Staufenberg-Daubringen (Nutzlänge: 80 Meter) und Staufenberg-Mainzlar (Nutzlänge: 100 Meter) entsprechen aktuellen Standards. Der Güterverkehr bestand überwiegend in der Anlieferung von Rohstoffen zum Gleisanschluss.
Die Strecke ist in der Streckenklasse C3 kategorisiert. Der kleinste Radius beträgt 285 m, die größte Neigung 16,5 ‰. Die Höhendifferenz zwischen Lollar und Londorf beträgt 66,4 m, zwischen Lollar und Grünberg 103 m, die Höchstgeschwindigkeit war ehemals 50 km/h, heute beträgt sie bis Mainzlar 30 km/h. Bis Londorf werden 28 Bahnübergange (Bü) und acht kleine Brücken passiert. In Allendorf/Lumda ist eine kleine Brücke (über den Klingelbach) und ein Bü (Kreisstraße nach Allertshausen) seit 2003 demontiert.
Der seit 1. April 1991 betriebslose Abschnitt zwischen Staufenberg-Mainzlar/Anst. Didier-Werke (km 21,800) und Rabenau-Londorf (km 12,395) ist im lokalen Nahverkehrsplan des Landkreises Gießen und im regionalen Raumordnungsplan enthalten, was eine anderweitige Verwertung für bahnfremde Zielsetzungen ausschließt.

### Hochbauten

Uniforme Empfangsgebäude der ehem. Großherzoglich Oberhessischen Eisenbahngesellschaft (Bf. Lumda)

Als die „Villen der Rabenau“ bezeichnete die Bevölkerung früher die Empfangsgebäude. Sie wurden als Einheitsbahnhöfe der Hessischen Staatsbahn errichtet. Das Bahnhofsgebäude in Daubringen wich vom Baustil als einstöckiger Fachwerkbau deutlich ab; es wurde Ende der 1970er Jahre abgetragen. Der Holzunterstand des Haltepunktes in Beltershain wurde schon mit dem Rückbau der Gleise dort im Jahr 1965 ebenso eingeebnet. Alle anderen Stationen sind – mindestens teilweise erkennbar im Ursprungszustand – erhalten geblieben, aber seit längerem in Privatbesitz und verfügen über massive dreietagige Backsteingebäude im einheitlichen typischen Baustil mit heute noch sichtbaren Merkmalen der Preußisch-Hessischen Eisenbahngemeinschaft. Das „HS“ der schmiedeeisernen Initialen steht dabei für die hessische Staatsbahn. Die Fenster und Türen haben Betonungen/Einfassungen aus Sonderklinkerelementen. In den letzten Jahren wurden in Mainzlar, Treis und Allendorf diverse „Aufweitungsflächen“ an Dritte veräußert. Der „Tunnel“, gemeint ist die Unterführung unter der A5 bei Lumda, dient heute als Verbindungsweg und ist als Bahnbau kaum mehr erkennbar.

### Kunstbauwerke
| Jahr      | Ort/Lage                           | Typ                      | Länge in m |
| --------- | ---------------------------------- | ------------------------ | ---------- |
| 1901      | Londorf/Reisiger Weg -km 13,170-   | Stahlträger              | 8,60       |
| 1898      | Londorf/Bachlauf -km 13,606-       | Steingewölbe             | 4,80       |
| 1900      | Londorf/L 3146 -km 14,360-         | Stahlträger              | 16,70      |
| 1895      | Londorf/Mühlgraben -km 14,415-     | Steingewölbe             | 9,30       |
| 1898      | Londorf/Lumda -km 14,480-          | Betongewölbe             | 28,50      |
| 1901      | Allendorf/Klingelbach -km 15,596-  | Stahlträger -demontiert- | 4,70       |
| 1937 2002 | Mainzlar/Lumda -km 23,420-         | Stahlträger              | 28,20      |
| 1901 1985 | Daubringen/Flutöffnung -km 23,770- | Stahlträger              | 12,10      |

Daneben gibt es Wasserdurchlässe, 28 Bahnübergänge und eine Straßenüberführung der B 3A an km 24,742.

## Fahrzeugeinsatz

### Güterverkehr

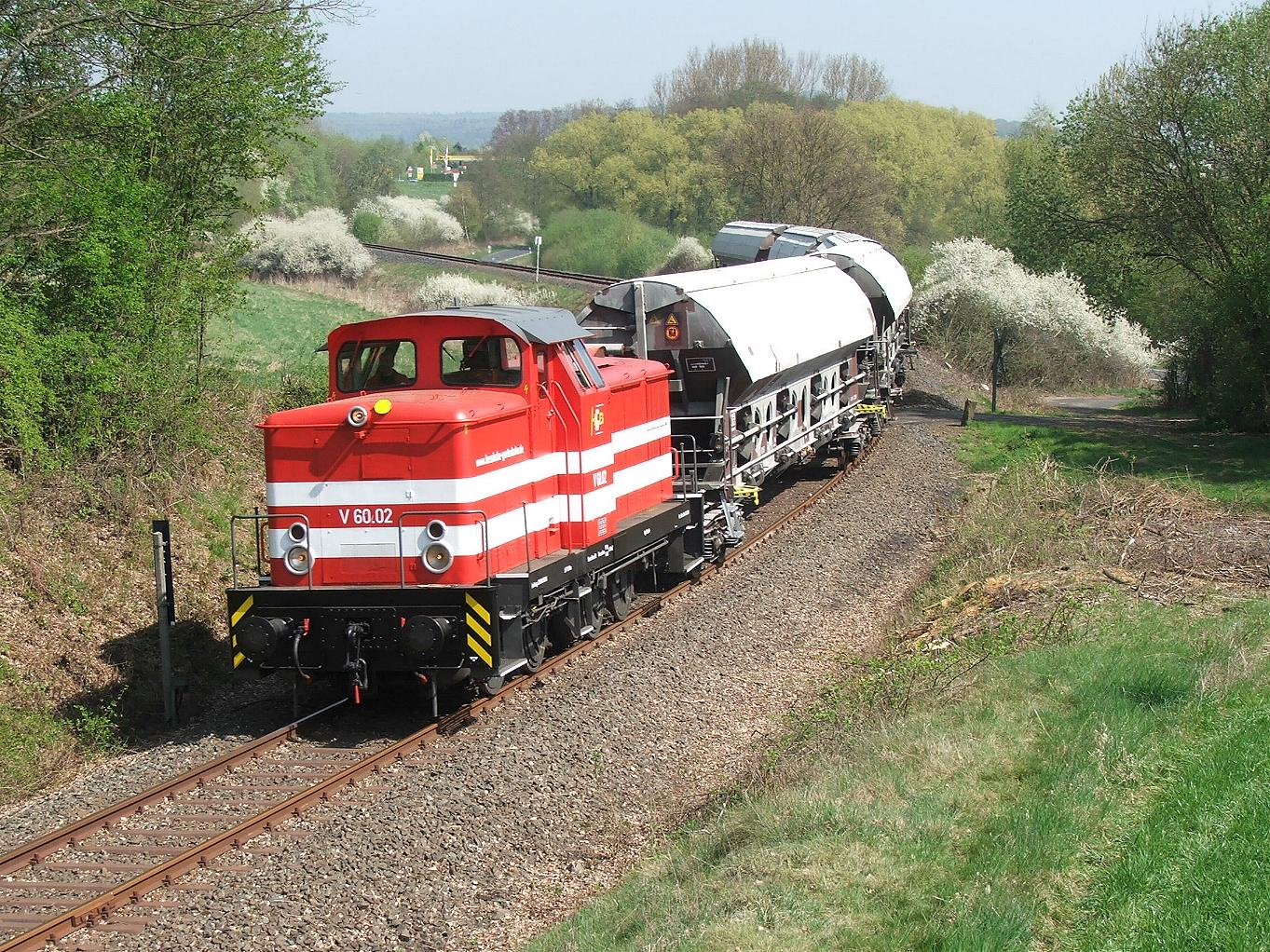
Güterzug bei Daubringen (2009)

Bis in die späten 1980er Jahre war in Lollar eine Köf stationiert, die den Güterverkehr bis Londorf (Rungenwagen mit Holzladungen), aber auch auf der Aar-Salzböde-Bahn (Kursbuchstrecke 624) bis nach Hartenrod (Diabas) im Landkreis Marburg-Biedenkopf besorgte.
Im Wagenladungsverkehr sind überwiegend gedeckte Schüttgutwagen (Tads) im Einsatz. Bis 2007 erfolgte die Bedienung durch DB Schenker Rail (heute DB Cargo), dabei zogen Rangierlokomotiven (V 60 oder V 90) die Züge „auf der letzten Meile“. Vom 27. Juni 2007 an erbrachte bis Ende 2013 die Kreisbahn Siegen-Wittgenstein (KSW) mit verschiedenen MAK-Lokomotiven in Kooperation mit SBB Cargo Deutschland GmbH den überwiegenden Teil des Schienengüterverkehrs. In dieser Zeit waren Leistungen von DB Schenker Rail mit Schüttgütern aus Österreich (Mixnitz) selten. Ab etwa August 2008 verantwortete die HGB (Hessische Güterbahn GmbH; mit Sitz in Buseck) für einen kurzen Zeitraum die Güterverkehrsleistungen der DB Schenker Rail, zwischen Wetzlar Rbf und dem Anschluss in Mainzlar überwiegend mit 203 211 als Lokomotive. Auch diese Leistung bediente anschließend die KSW. Seit Ende 2013 ist wieder DB Schenker Rail bzw. das Nachfolgeunternehmen DB Cargo für den Gesamtverkehr zuständig, eingesetzt werden nun Lokomotiven der Baureihe 261 (Gravita). Fertigprodukte werden fallweise per Schiene abgefahren.
Die zweiachsige Werkslok auf den RHI-Werksgleisen wurde von O&K (Fabriknummer 26 677) 1970 gefertigt und verschiebt die Güterwagen nur innerhalb des Werksgeländes.

### Personenverkehr

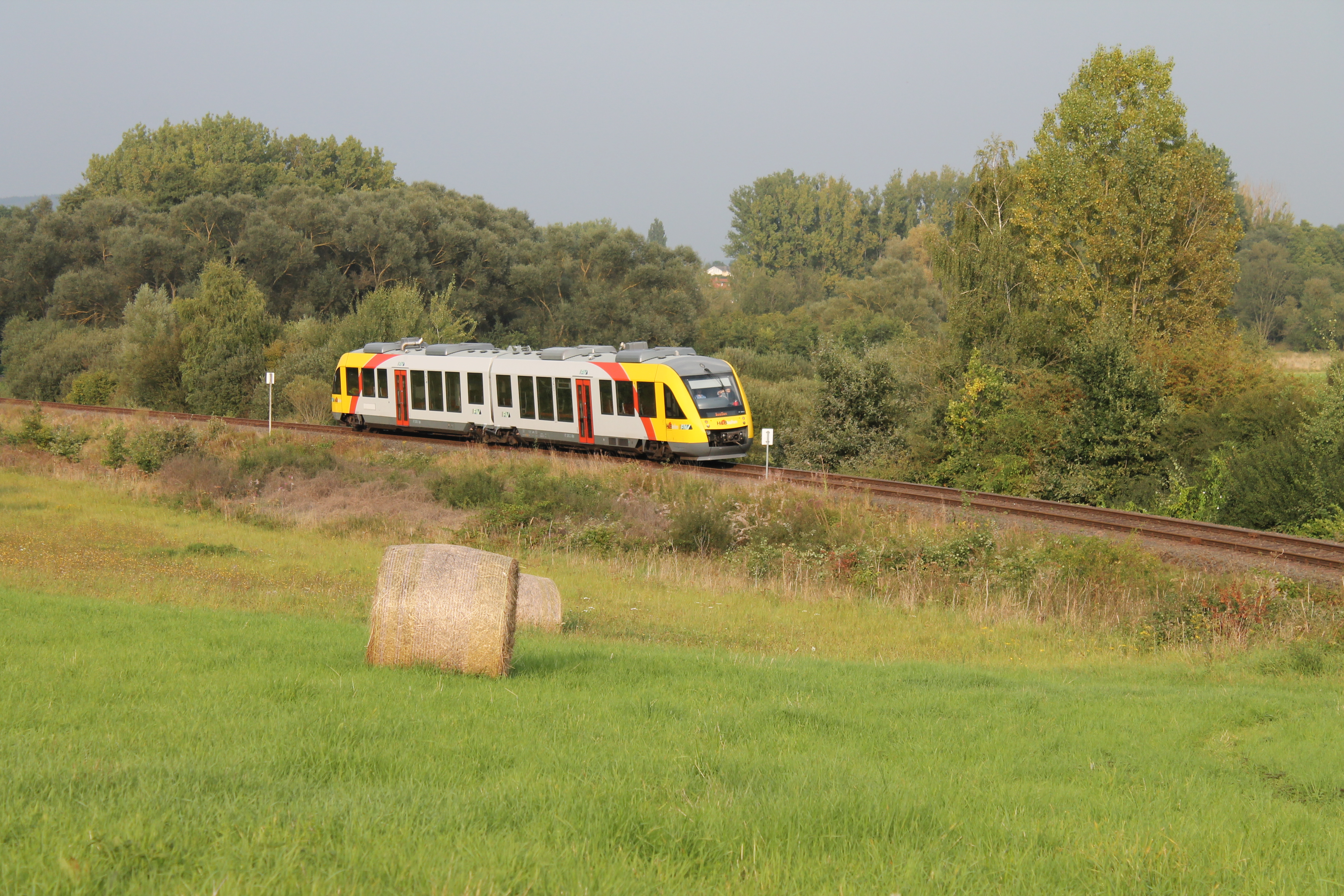
LINT 41 der Hessischen Landesbahn als Schmaadleckershuttle auf der Lumdatalbahn (2014)

Bekannt sind Einsätze von Dampflokomotiven der Baureihen 93.5 (1946–1951), 91, 86, 78, 74, 66, 65, 64 (1940–1942), 57, 56, 55, 50ff, 38 in Wagenzügen. Spätestens nach dem Ende der Dampflokära im Lumdatal im Frühjahr 1972 wurden Gießener Dieselmehrzwecklokomotiven Typ V 100 (211, 212 vereinzelt 213) vor Güter.- und Personenzügen bespannt. Bei Gleisbauarbeiten kamen auch V 36 zum Einsatz. Ferner sind Einsätze von Dieseltriebwagen VT 60 zwischen 1958 und Mai 1963 bekannt. Nach der Ölkrise, also ab Mitte der 1970er Jahre, sind dann Akkumulatortriebwagen der Baureihen ETA 150 und ETA 176 in z. T. vier- und sechsteiligen Garnituren bis zum Fahrplanwechsel am 31. Mai 1980 im Einsatz gewesen. Als Angebotsverschlechterung gegenüber den komfortablen und leisen Akkumulatortriebwagen für das letzte Fahrplanjahr 1980/1981 erschienen dann wieder Schienenbusse VT 98. Einsätze einmotoriger VT 95 erfolgten nur ab 1955 bis in die 1960er Jahre zu Schwachlastzeiten.
Nach Einstellung des regelmäßigen Schienenpersonennahverkehrs im Jahr 1981 hatten bis September 1986 gelegentlich Gießener 212 mit bis zu sechs Silberlingen im Tourismusverkehr die Strecke befahren. In der 2. Hälfte der 1990er Jahre kamen zu Präsentationszwecken der weiße Prototyp-Talent, der Regio-Sprinter von der Dürener Kreisbahn und zwei LVT-S damals bei der HLB bis Mainzlar sowie die beiden HLB BR 629 am 21. Juli 1996 bis Allendorf/Lda. Bis 2016 gab es nur sporadische Sonderverkehrsleistungen mit diversen Triebwagen unterschiedlicher Eisenbahnverkehrsunternehmen, z. B. jährlich am ersten Sonntag im September zum Schmaadleckermarkt in Lollar.

## Zukunft

### Reaktivierungspläne
Die erste Untersuchung zu einer möglichen Reaktivierung der Lumdatalbahn im Personennahverkehr wurde bereits zu Beginn der 1990er Jahre und damit vor der Bahnreform erstellt.
Die Lumdatalbahn AG war eine als Aktiengesellschaft organisierte Reaktivierungsinitiative, die die Wiederaufnahme des Betriebes durch Übernahme der Eisenbahninfrastruktur anstrebte. Als sie von interessierten Bürgern gegründet wurde, gingen diese davon aus, dass eine Übernahme der Infrastruktur durch ein regionales Eisenbahn-Infrastrukturunternehmen eine deutlich besseren Ausgangsposition für den Reaktivierungsprozess schüfe. Vorbild war unter anderem die private Ermstalbahn. Die Lumdatalbahn AG wurde inzwischen aufgelöst, nachdem sie ihr Kapital über ca. zwei Jahrzehnte in den Streckenerhalt und die gutachterliche Begleitung des Reaktivierungsprozesses gesteckt hatte. Auch zwei Bahnsteige am damals noch betriebenen Streckenabschnitt Lollar–Mainzlar für den Sonderverkehr wurden maßgeblich durch Geld der Lumdatalbahn AG und durch ehrenamtliche Arbeit erstellt. Die verkehrspolitische Arbeit der Lumdatalbahn AG hat der Verein Lumdatalbahn e. V. mit Sitz in Allendorf/Lumda übernommen. Der Verein kümmert sich darüber hinaus auch um die Erhaltung des Kulturguts Eisenbahn im Lumdatal.
Im September 2017 wurde im Infrastrukturausschuss des Gießener Kreistags eine weitere präzisierte Untersuchung zur Strecke vorgestellt. Diese Studie enthält ein als „Vierter Mitfall“ bezeichnetes Szenario, wonach sich der Betrieb der Lumdatalbahn lohnt, wenn eine Kombination von Bahnen und Bussen zum Einsatz kommt. Die Gutachter haben die Bezeichnung „Vierter Mitfall“ gewählt, um das Betriebskonzept von den früheren Untersuchungen abzugrenzen (siehe auch unter „Verkehrsplanerische Aspekte“ weiter unten im Artikel). Frühere Untersuchungen waren von einer Bedienung der Strecke teilweise im Halbstundentakt ausgegangen. Dadurch hätte zwingend ein Kreuzungsbahnhof mit der entsprechenden Signalisierung geschaffen werden müssen. Durch den Verzicht auf den Halbstundentakt und die Ergänzung des Fahrplans mit Bussen sollen die Investitionskosten bei etwa 11 Millionen Euro bleiben. Zuvor war die Summe von 14 Millionen Euro genannt worden. Außerdem bietet das im September 2017 vorgestellte Betriebskonzept den Vorteil, dass weiterhin Busse im Direktverkehr von den Stadt- und Gemeindeteilen der Lumdatal-Kommunen bis nach Gießen hinein fahren.
Im Sommer 2018 gab das Hessische Verkehrsministerium bekannt, dass eine vertiefte Planung für die Wiederaufnahme des Betriebs zwischen Lollar und Londorf gerechtfertigt sei und eine Beteiligung an späteren Baukosten zugesagt. Eine Neuausschreibung des Teilnetzes „Wetterau“ soll die Strecke berücksichtigen.
Für die Reaktivierung zwischen Lollar und Londorf sind 1,2 Mio. Euro Fördermittel vorgesehen.

### Verkehrsplanerische Aspekte
| \| \| \| Main-Weser-Bahn nach Frankfurt \| \| \| \| \| Dillstrecke + Lahntalbahn \| \| \| \| \| Vogelsbergbahn + von Gelnhausen \| \| \| \| 134,0 \| Gießen (Keilbahnhof) \| Gießen (Keilbahnhof) \| \| \| 133,6 \| Wieseck \| Wieseck \| \| \| 132,9 \| Gießen Oswaldsgarten \| Gießen Oswaldsgarten \| \| \| \| Gießen-Nordstadt (geplant) \| \| \| \| 128,7 \| A 480 \| A 480 \| \| \| \| Lollar Süd (geplant) \| \| \| \| 132,9 \| Kanonenbahn nach Wetzlar \| Kanonenbahn nach Wetzlar \| \| \| 126,6 \| Lumda \| Lumda \| \| \| 125,9 \| Lollar (Inselbahnhof) \| Lollar (Inselbahnhof) \| \| \| \| Anschl. Fa. Buderus Lollar \| \| \| \| \| Main-Weser-Bahn von Marburg \| \| \| \| 25,9 \| L 3475 \| L 3475 \| \| \| 25,6 \| Lollar Nord (geplant) \| Lollar Nord (geplant) \| \| \| 25,170 \| Ostendstraße \| Ostendstraße \| |        |                                 |                                 |
| Strecke |        | Main-Weser-Bahn nach Frankfurt  | Main-Weser-Bahn nach Frankfurt  |
| Abzweig geradeaus und von links |        | Dillstrecke + Lahntalbahn       | Dillstrecke + Lahntalbahn       |
| Abzweig geradeaus und nach rechts |        | Vogelsbergbahn + von Gelnhausen | Vogelsbergbahn + von Gelnhausen |
| Bahnhof | 134,0  | Gießen (Keilbahnhof)            | Gießen (Keilbahnhof)            |
| Brücke über Wasserlauf | 133,6  | Wieseck                         | Wieseck                         |
| Haltepunkt / Haltestelle | 132,9  | Gießen Oswaldsgarten            | Gießen Oswaldsgarten            |
| Haltepunkt / Haltestelle |        | Gießen-Nordstadt (geplant)      | Gießen-Nordstadt (geplant)      |
| Strecke mit Straßenbrücke | 128,7  | A 480                           | A 480                           |
| Haltepunkt / Haltestelle |        | Lollar Süd (geplant)            | Lollar Süd (geplant)            |
| Abzweig geradeaus und nach links · Abzweig ehemals geradeaus und von rechts | 132,9  | Kanonenbahn nach Wetzlar        | Kanonenbahn nach Wetzlar        |
| Brücke über Wasserlauf · Brücke über Wasserlauf | 126,6  | Lumda                           | Lumda                           |
| Bahnhof · Bahnhof | 125,9  | Lollar (Inselbahnhof)           | Lollar (Inselbahnhof)           |
| Abzweig geradeaus und von links · Abzweig geradeaus und nach rechts |        | Anschl. Fa. Buderus Lollar      | Anschl. Fa. Buderus Lollar      |
| Abzweig geradeaus und nach links |        | Main-Weser-Bahn von Marburg     | Main-Weser-Bahn von Marburg     |
| Bahnübergang | 25,9   | L 3475                          | L 3475                          |
| Haltepunkt / Haltestelle | 25,6   | Lollar Nord (geplant)           | Lollar Nord (geplant)           |
| Bahnübergang | 25,170 | Ostendstraße                    | Ostendstraße                    |

In den verkehrsplanerischen Betrachtungen stehen die Zugverbindungen beginnend und endend in Gießen/Bahnhof außer Frage. In jüngeren Planungen sind dabei sogar zusätzliche Halte in der Gießener Nordstadt und im Süden von Lollar enthalten. Seit November 2013 wird ein Neubaugebiet im Norden Lollars, direkt benachbart zum möglichen Haltepunkt Lollar Nord erschlossen. Für diesen Haltepunkt kursieren unterschiedliche Bezeichnungen.
Mehrere unabhängige Gutachten belegen die hohe Auslastung bei etwa 4.000 Fahrgästen pro Werktag. Gegenwärtig befördern die Linienbusse der Linie 371 (frühere Linie 520 Londorf–Gießen) rund 3.000 Fahrgäste. Durch ein zeitgemäßes Bahnangebot, bei dem Linienbusse in einer Zubringerfunktion weiterhin fungieren, sind weitere Modal-Split-Anteile zugunsten des ÖPNV erzielbar. Die Besiedlung um die Stationen der Lumdatalbahn hat in den letzten Jahren zugenommen und lässt selbst Räume ehemals eher peripherer Zugangsanlagen wie z. B. Staufenberg-Daubringen heute von der lokalen Politik als „Staufenberg-Vitale-Mitte“ titulieren. Die günstige Lage des Bahnhofs in Lollar führt Bahnreisende schnell und fußläufig dem größten Arbeitgeber im Lumdatal zu.
Die Bahn legt die Distanz Londorf–Gießen Oswaldsgarten in etwa 26 Minuten zurück, bis zum Gießener Bahnhof in etwa 27 Minuten. Frankfurt am Main ist in etwa 65 Minuten erreichbar. Mit der Realisierung bzw. Inbetriebnahme des Haltepunktes Gießen Oswaldsgarten am 13. Dezember 2004 ist ein wichtiger Baustein zur Reaktivierung der Lumdatalbahn gesetzt worden. Moderne Regionalbahnen verhelfen den sie erschließenden Regionen zu höherer Besiedlungsakzeptanz und lassen Grundstücke attraktiver werden.
Ein im Februar 2014 veröffentlichtes 71-seitiges Vorgutachten fällt bezüglich der geplanten Reaktivierung positiv aus. Während für den Abschnitt von Lollar bis Allendorf wegen des guten Zustands nur 7,1 Millionen Euro veranschlagt werden (Stand: September 2016), wird der verhältnismäßig kurze Abschnitt von Allendorf nach Londorf voraussichtlich 6,6 Millionen Euro kosten. Um die Wirtschaftlichkeit der Reaktivierung zu wahren, könnte daher vorerst auf den Abschnitt Allendorf–Londorf verzichtet werden, eine Inbetriebnahme zu einem späteren Zeitpunkt aber weiterhin möglich bleiben. Für den Abschnitt Lollar–Allendorf werden 1580 Fahrgäste prognostiziert, für die Gesamtstrecke bis Londorf 1900 Fahrgäste pro Tag. Da es sich bei der Reaktivierung nur um eine vergleichsweise kleine Maßnahme handelt, wurde die standardisierte Nutzen-Kosten-Untersuchung angepasst. Unter den formulierten Voraussetzungen und mit einem Stundentakt steigt das Verhältnis auf 1,68, womit eindeutig eine Förderfähigkeit erzielt wird. Im Herbst 2019 sagte Verkehrsminister Tarek Al-Wazir zu, ein neues Bewertungsverfahrens für Investitionen in Schieneninfrastruktur im ländlichen Raum zu entwickeln, sodass geringe Kostensteigerungen nicht zu einem Scheitern der Reaktivierung führen.